# La Paloma (Texas)
La Paloma es un lugar designado por el censo ubicado en el condado de Cameron en el estado estadounidense de Texas. En el Censo de 2010 tenía una población de 2.903 habitantes y una densidad poblacional de 520,36 personas por km².

## Geografía
La Paloma se encuentra ubicado en las coordenadas 26°3′7″N 97°39′19″O / 26.05194, -97.65528. Según la Oficina del Censo de los Estados Unidos, La Paloma tiene una superficie total de 5.58 km², de la cual 5.58 km² corresponden a tierra firme y (0%) 0 km² es agua.

## Demografía
Según el censo de 2010, había 2.903 personas residiendo en La Paloma. La densidad de población era de 520,36 hab./km². De los 2.903 habitantes, La Paloma estaba compuesto por el 83.22% blancos, el 0.45% eran afroamericanos, el 0.24% eran amerindios, el 0.28% eran asiáticos, el 0% eran isleños del Pacífico, el 13.61% eran de otras razas y el 2.2% pertenecían a dos o más razas. Del total de la población el 98.24% eran hispanos o latinos de cualquier raza.